# El Shaklan
El Shaklan est un étalon pur-sang arabe gris truité, qui fut l'un des plus grands reproducteurs de chevaux de show.

## Caractéristiques
El Shaklan est né en Allemagne le 10 août 1975, chez Heinz Rüdiger Merz. Son père est Shaker el Masri Un Saqlawi, un arabe de lignée égyptienne qui a vu le jour à El Zahraa, et sa mère est la fameuse jument arabe Estopa, arabe de lignée espagnole.
À deux ans, El Shaklan est champion des juniors d'arabes de show, et à trois ans il obtient la note la plus haute jamais obtenue en tant qu'étalon. En Amérique il devient US National Top Ten en 1984 et 1985, ainsi que Canadian National Top Ten en 1984. Il est ensuite racheté par un éleveur brésilien puis argentin.
Il serait le père de 864 poulains, aux titres incalculables, la plupart dans le show.
El Shaklan est mort début 2001, et aujourd'hui encore sa lignée est très recherchée[réf. nécessaire].